# Триболо, Никколо
Никколо Триболо, настоящее имя  Никколо ди Рафаэлло ди Никколо деи Периколи (итал. Niccolò Tribolo, Niccolò di Raffaello di Niccolò dei Pericoli; 1500, Флоренция — 7 сентября, 1550, Флоренция) — итальянский ландшафтный архитектор, скульптор и садовый мастер периода маньеризма. Он был придворным архитектором великого герцога Тосканы Козимо I Медичи, отвечал за первый проект по обустройству садов Боболи, Джардино дей Семпличи и других знаменитых садов Тосканы.

## Жизнь и творчество. Ранний период
Сведений о ранних годах Никколо Триболо сохранилось немного. Известно, что он родился в городе Флоренция. Начальное художественное образование получил у неизвестного резчика по камню (scalpellini). Впоследствии стал помощником Нанни Унгеро и Андреа Сансовино.
В «Жизнеописаниях наиболее знаменитых живописцев, ваятелей и зодчих» Джорджо Вазари упоминает многочисленные ранние произведения (статуи, фонтаны), которые, к сожалению, больше не существуют или могут быть идентифицированы с уверенностью. Прозвище Триболо, по сведениям Вазари, будущий художник заслужил ещё в школе, где был «дьяволом, который всегда беспокоил и мучил других» (итал. tribolo — беда, напасть).
Со временем Триболо стал искусным рисовальщиком, каковыми славилась флорентийская художественная школа. По свидетельствам современников, он рисовал столь искусно, что его рисунки воспринимали как оригиналы Микеланджело (рисунки последнего считали в те времена образцовыми). Его способности привлекли такого виртуоза как Бенвенуто Челлини. В своей автобиографии Бенвенуто Челлини вспоминал о путешествии вместе с Триболо (сыну которого он был крестным отцом) в Венецию. Однако в 1517 году Триболо вернулся во Флоренцию, поскольку для него в Венеции не нашлось работы.

## На службе у Козимо I Медичи
О художественных способностях Триболо знали во Флоренции и это способствовало привлечению художника к выполнению заказов семьи Медичи. Триболо принял на службу великий герцог тосканский Козимо I Медичи. Это открыло для художника значительные перспективы для творчества. Он выполнял самые разные поручения: рисунки, архитектурное проектирование, хозяйственные работы. Многие из подобных произведений придворных художников XVI века были эфемерными, как, например, картины и временные триумфальные арки, созданные Триболо для торжественного въезда императора Карла V во Флоренцию в 1536 году. Среди произведений этого периода — перестройка и увеличение конюшен для лошадей герцога на вилле Поджо-а-Кайано, оформление дворцовых праздников, поездка в Рим с грозным приказом герцога к Микеланджело Буонарроти вернуться во Флоренцию и закончить строительство лестницы в вестибюле Библиотеки Лауренциана. Никколо Триболо также помогал Микеланджело на работах в Капелле Медичи во Флоренции.

## Виллы семьи Медичи
Члены семьи Медичи владели многими земельными участками на отдалённых окраинах Тосканы. Семейные сельские виллы, построенные ещё в средневековье, имели суровый крепостной характер, или чрезвычайно упрощенный и ещё ничем не напоминали парадные виллы эпохи XVII—XVIII веков дворцового типа, как например, Вилла Медичи в Риме.
Триболо перестраивал старую виллу Медичи в Поджо-а-Кайано, где он, очевидно, спроектировал новые конюшни, заложил первую осевую планировку аллей садов Боболи за Палаццо Питти во Флоренции, где он руководил строительством амфитеатра перед своей преждевременной смертью в 1550 году. В устроенных им садах, а также на виллах Медичи Ла Петрайя и Вилла Кастелло Триболо устраивал фонтаны, устанавливал статуи.
На вилле Кастелло Триболо трудился с 1536 года согласно Иконография иконографической программе, разработанной придворными литераторами под влиянием неоплатонической философии. Сад был разбит на две части, связанные главной осью симметрии: верхний (на склоне холма) и нижний. С помощью инженера-гидравлика Пьеро да Сан-Кашано Триболо проектировал серию террас с фонтанами, которые начинались с верхнего «дикого» сада, где ещё не ощущалось прикосновение Медичи; вода текла по линейным каналам к двум скульптурным фонтанам, расположенным вдоль центральной оси сада. Большой нижний сад был разбит на квадраты, похожие на маленькие комнаты, разделённые дорожками, окаймлённые живой изгородью — рядами кедров и оливковых деревьев, и заполненные цветниками. В центре террасы располагался круглый лабиринт из кипарисов, засаженных лавром, миртом и розами. В центре лабиринта находился фонтан, увенчанный статуей Венеры Анадиомены (не сохранился). Между лабиринтом и виллой располагался второй, более крупный фонтан, увенчанный бронзовой скульптурой «Поединок Геркулеса с Антеем» работы Бартоломео Амманати. Мраморные основания обоих были созданы Триболо и его помощником Пьерино да Винчи в 1538—1548 годах. «Фонтан Венеры» был данью уважения Венере, одному из символов Флоренции. Богиню любви также чествовали внутри виллы, где Козимо поместил знаменитую картину Боттичелли «Рождение Венеры». Триболо продолжил это символическое послание, расставив скульптуры по всему саду. Лестницы были украшены бюстами ранних правителей Медичи в древнеримских тогах. Триболо планировал разместить вокруг садов другие статуи, символизирующие четыре времени года и добродетели Дома Медичи: справедливость, сострадание, доблесть, благородство, мудрость и щедрость.
В центре склона холма находился вход в грот, стены которого напоминали естественную пещеру, богато украшенную и наполненную скульптурами. Там же устроили фонтан в виде скульптуры-аллегории «Апеннины». Малый фонтан под руководством Джорджо Вазари был украшен бронзовыми изображениями птиц, с клювов которых лилась вода. Скульптурный декор для Грота создали Джамболонья и Бартоломео Амманати. Никколо Триболо скончался в 1550 году, и статуи для фонтанов завершал его ученик Антонио ди Джино.
Разновидность геометрической планировки, расположения аллей и фонтанов «по квадратам» на нескольких террасах, впоследствии получили название «итальянского сада» (giardino all'italiana), оказавшего значительное влияние на дальнейшее развитие европейского садово-паркового искусства.
Сады виллы Кастелло и её фонтаны поражали современников. В 1581 году французский писатель Мишель де Монтень был настолько впечатлён «играми воды» (giochi d’aqua) в Кастелло, что включил описание садов в свой путевой дневник.

## Галерея

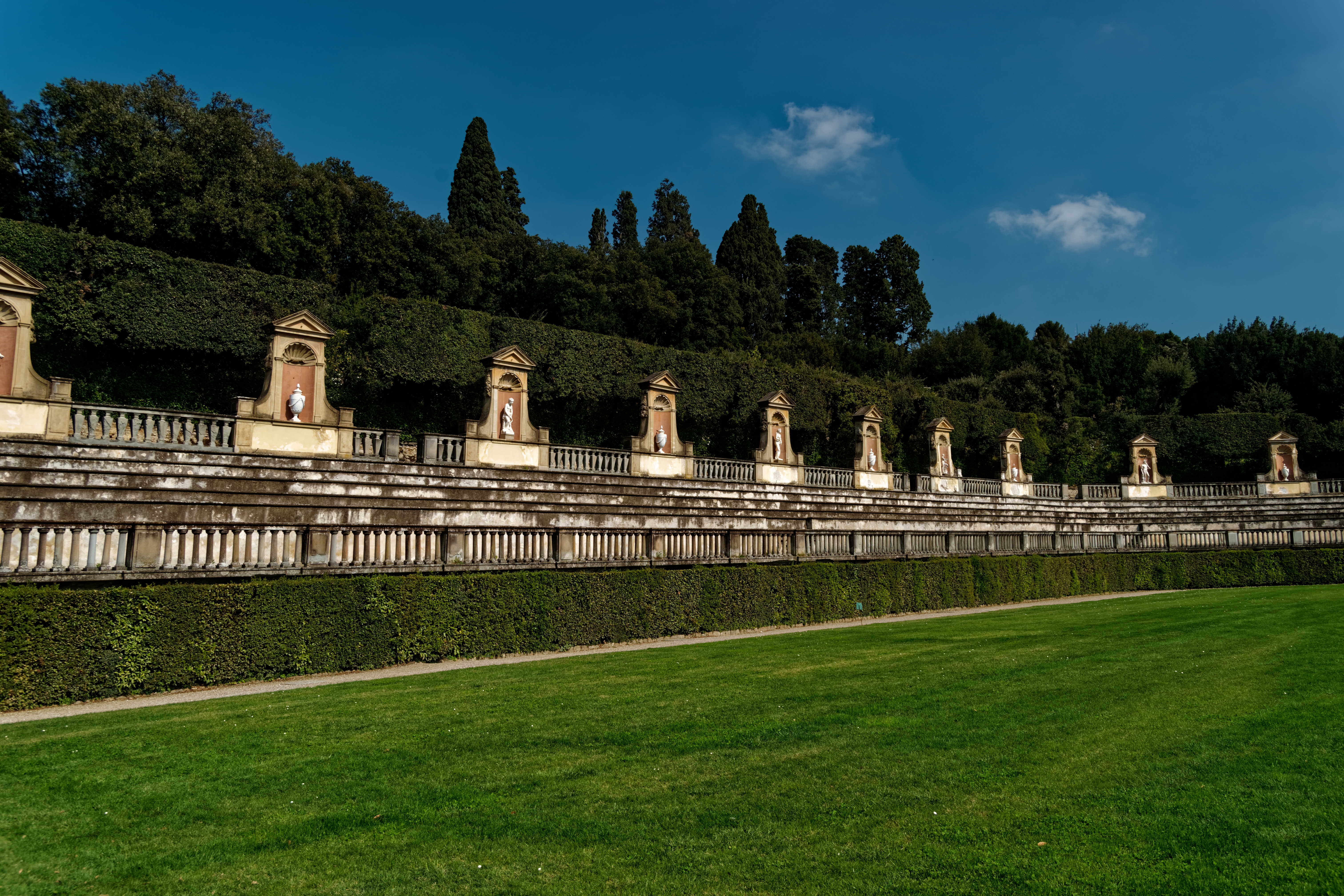
Сады Боболи. Амфитеатр. 1551—1599. Флоренция
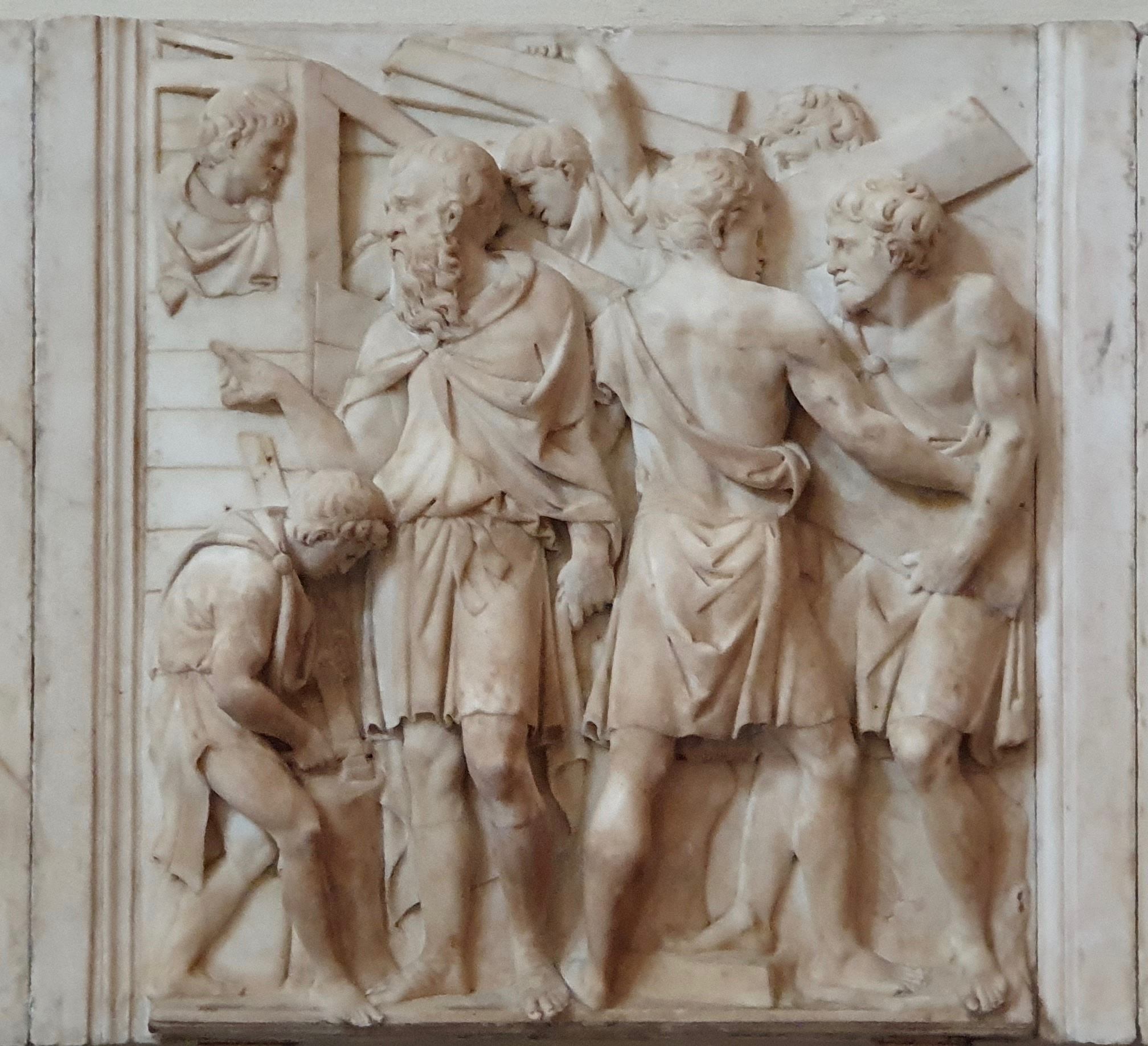
Строительство арки. Мрамор. Музей Сан-Петронио, Болонья
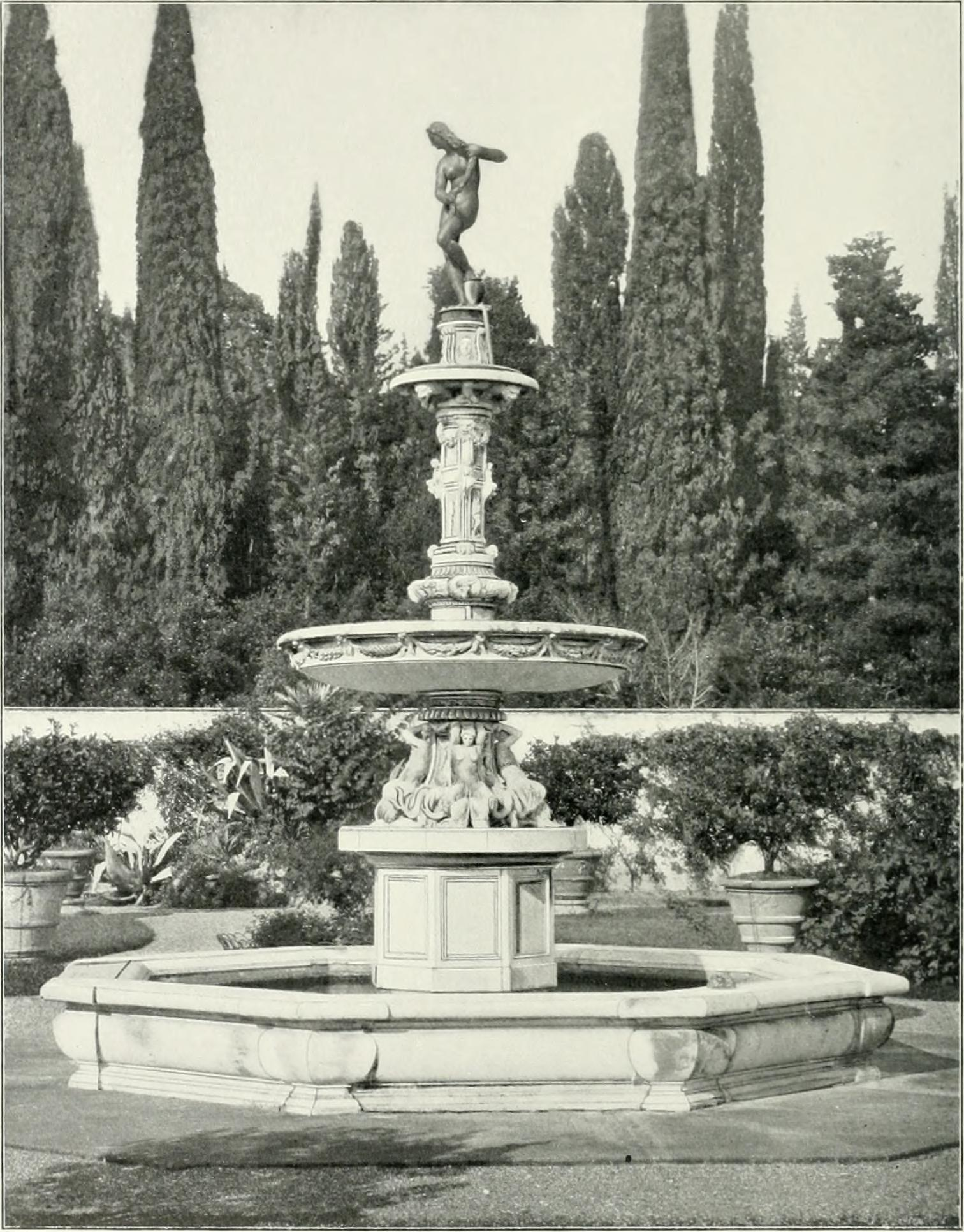
Фонтан Венеры. Вилла Петрайя. Архивная фотография 1905 г.
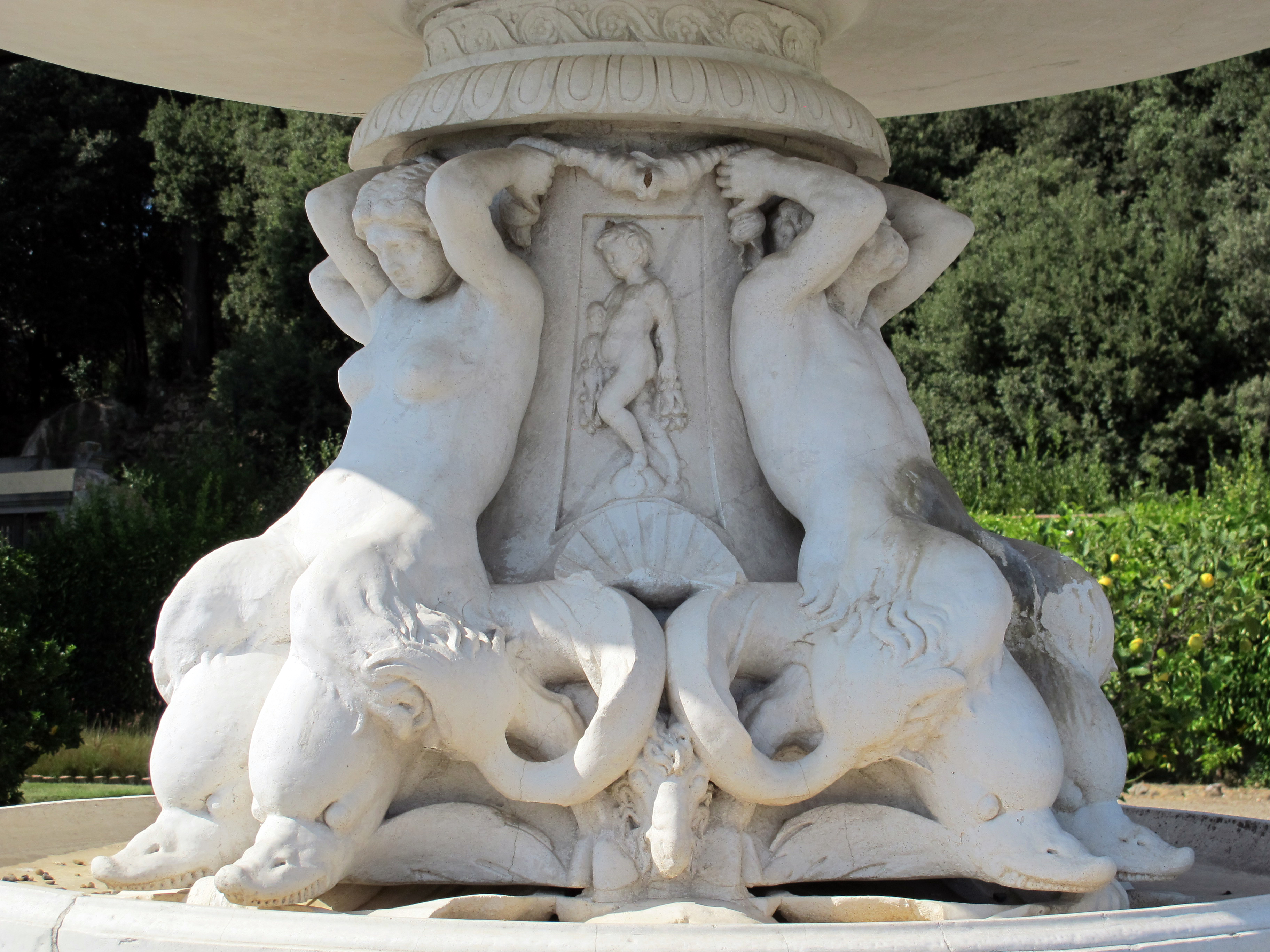
Н. Триболо и Пьерино да Винчи. Основание фонтана
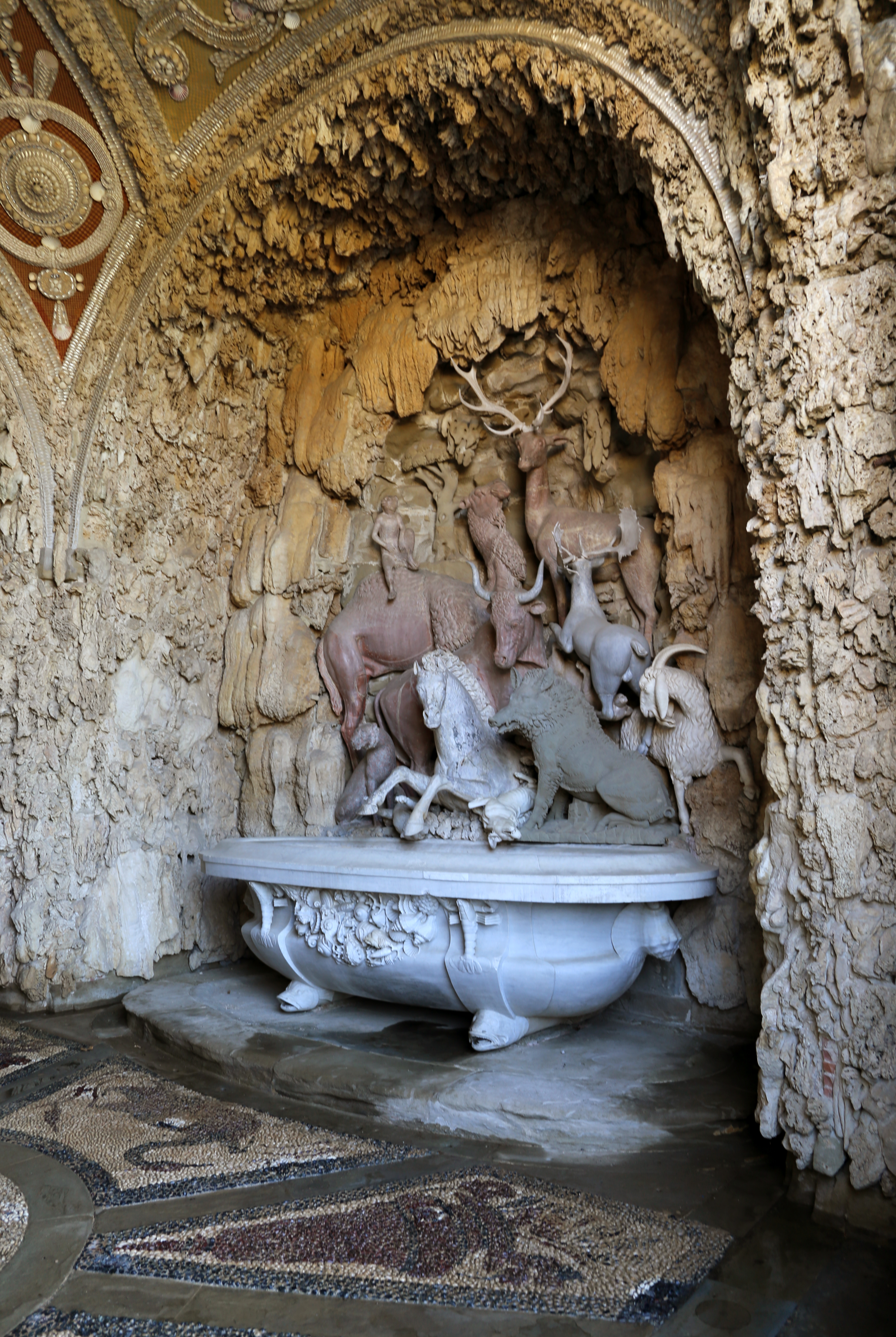
Н. Триболо, Джамболонья. «Грот зверей». 1555-1557. Вилла Кастелло
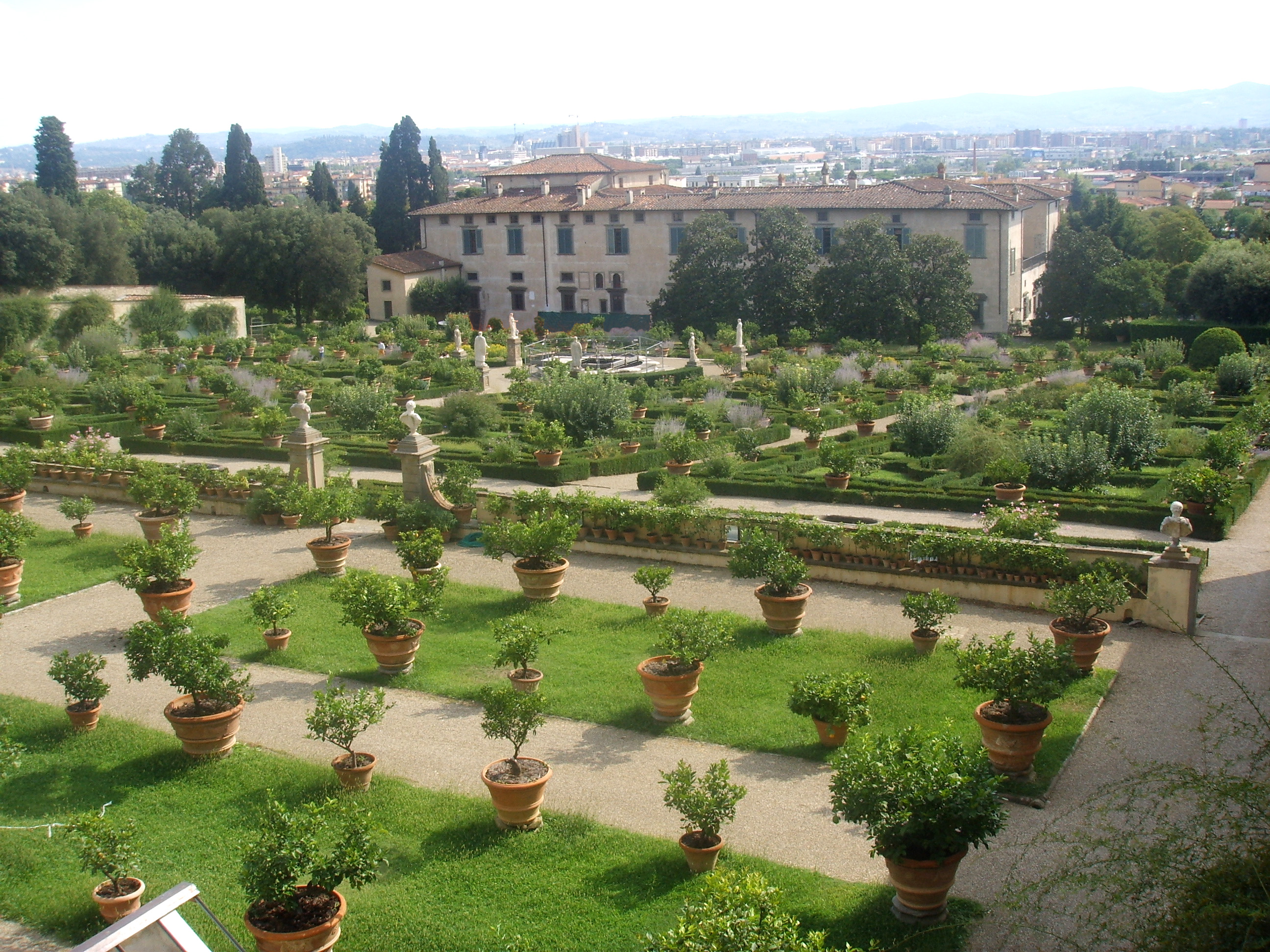
Вилла Кастелло. Нижний сад
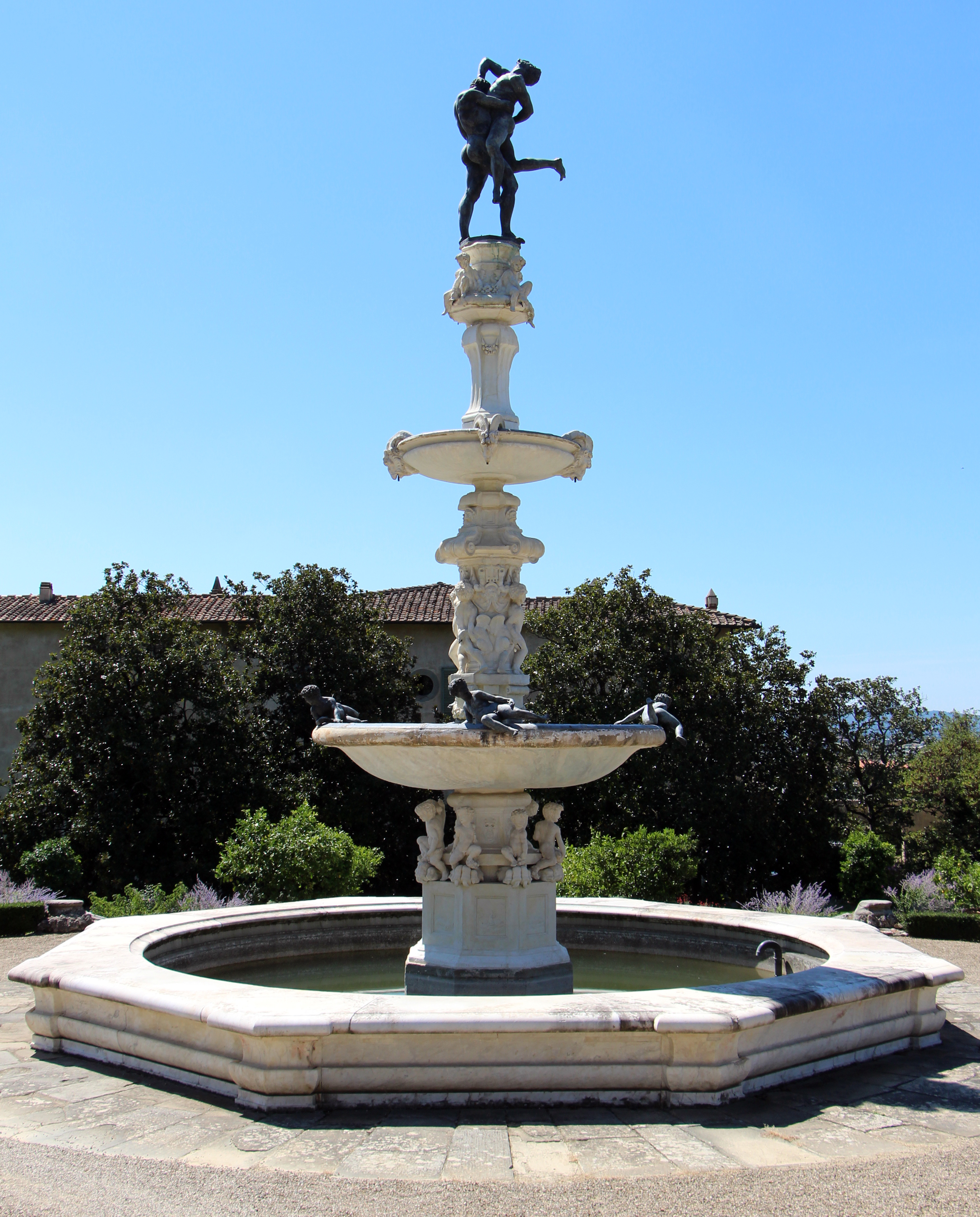
Н. Триболо, Б. Амманати. Фонтан Геркулеса. 1558—1560. Вилла Кастелло
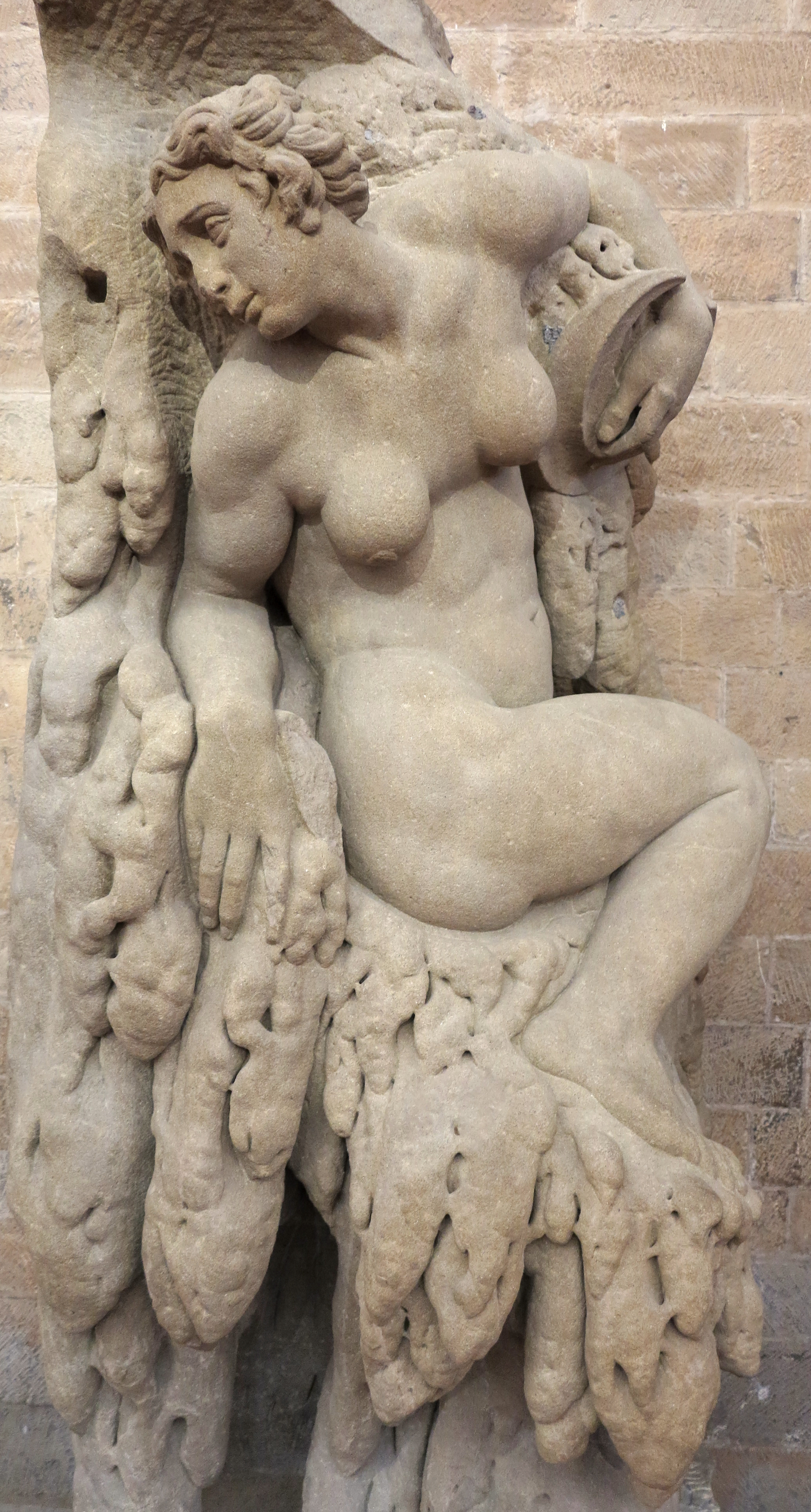
Аллегория Фьезоле. 1545. Пьетра-серена. Вилла Кастелло
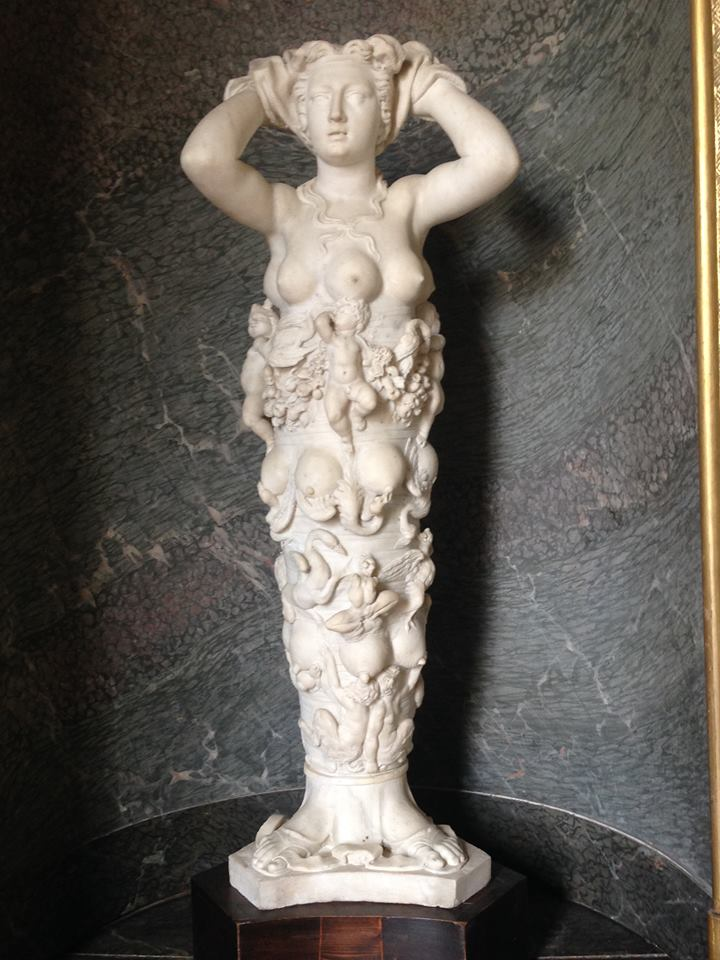
Природа. 1528—1529. Мрамор. Замок Фонтенбло, Франция